# Transmission of All the Good-Byes
Albums de Lilium
Short Stories
Transmission of All the Goodbyes est le premier album du groupe de rock alternatif/indie folk franco-américain Lilium, publié en 2000. Il s'agit en réalité de la publication de titres écrits par Pascal Humbert entre 1984 et 2000.

## Liste des titres de l'album
1. Sleeping Inside - 3 min 27 s
2. Swell - 3 min 20 s
3. Beginning of the Water Line - 1 min 02 s
4. End of the Water Line - 3 min 37 s
5. Fugue - 3 min 43 s
6. Loveless Road - 5 min 53 s
7. Far - 2 min 49 s
8. The Film Box - 2 min 34 s
9. Four Basses - 1 min 37 s
10. Goodbye Llano - 4 min 59 s
11. Erado - 2 min 18 s
12. Transmission of All the Goodbyes - 3 min 51 s

## Musiciens ayant participé à l'album
- Pascal Humbert - basse, contrebasse, guitare
- Dang Head - clarinette
- David Strayer - percussions
- Ezster Balint - voix